# Marta Páleníková
Marta Páleníková (Bratislava, 6 dicembre 1992) è un'ex cestista slovacca.

## Carriera
Con la Slovacchia ha disputato i Campionati europei del 2015.